# 鬼薊清吉
『鬼薊清吉』（おにあざみせいきち）は上方落語の演目。『鬼薊』（おにあざみ）の演題も用いられる。また4代目桂文團治による1956年の口演音源や、小佐田定雄が改作して桂べかこ（現・3代目桂南光）が演じたものでは『鬼あざみ』の表記が使用されており、南光から伝えられた弟子の2代目桂南天もこの演題を使用している。やまだりよこは2010年の著書で『鬼あざみ（清吉）』と表記している
タイトルとなっている鬼薊清吉は、刑死した実在の盗賊・鬼坊主清吉をモデルとしている。講釈をもとにした演目とされる。
家庭から奉公に出された息子が10年ぶりに帰宅し、実は関東で盗賊の首領になっていて、親に今生の別れを告げに来た（勘当してもらう）という内容。人情噺に分類される。
4代目桂文團治から4代目桂文紅を経て、3代目桂米之助に伝えられた。

## あらすじ
安兵衛は女房に先立たれ、一粒だねの清吉と暮らしているが家主の好意で後添えの女房おまさを貰う。親子三人貧しくとも平和な日々を送っていた。そんな両親の悩みの種は、清吉が継母になつかないことであった。
ある日、清吉は「芝居に行きたいさかい、小づかい呉れ」とおまさにねだるが、すげなく断られ、腹立ちまぎれに、わざと自宅の前の水たまりにころび、帰ってきた安兵衛に「お母んにやられたんや」と泣きつく。事情を知らない安兵衛は子供可愛さのあまり一方的におまさをなじり、家の中は大もめになるが、駆け付けた家主から、清吉が札付きの不良であり、「お前はんは何も知らんから、このさい言うとくけどな。清吉は、このままではとんでもない悪党になりよる。いっそ、どこかしっかりした店に奉公に出した方がええで」と諭される。驚いた安兵衛はおまさに謝罪し、寝ている清吉を包丁で殺そうとするが、情が移ってできず夫婦ともども泣き伏してしまう。こうして家主の世話で清吉を奉公に出す。
それから十年後の夏、すっかり成人した清吉が安兵衛夫婦のもとに帰ってくる。「清吉か。すっかり大きゅうなりよって」と喜ぶ安兵衛に、「お父さん、お母さんも御健在でなによりです」と清吉は物腰から言葉遣いまで立派になっていた。「おい。おまさ、何してるねん。清吉が帰ってきよったんや。」「まあ、清吉」とおまさも大喜び、「暑かったやろ。風呂は入っといで。服はそこに脱いで、お父さんの浴衣着て行き。」「それではそうさしてもらいます」と清吉は服と財布を置いて風呂屋に行く。
だが、おまさは清吉の財布に不相応な大金がある事に不審を抱く。よもやと思った安兵衛が、帰ってきた清吉に「清吉、おのれはなあ」と涙ながらに問い糺すと、清吉は悪びれる様子もなく、「こうなったら仕方がねえ。実は、奉公先は一年ももたず、関東の方に流れ着いた揚句、鬼あざみと呼ばれる盗賊の頭となった。今日来たのも、こんたに別れを言いにきたのだ」とすごんで去って行くのであった。

## バリエーション
東大落語会 編『落語辞典 増補』掲載のあらすじでは、幼少期の清吉が小遣いを継母に無心して断られた後、帰宅した安兵衛に訴えるのは「母親が飯を食わさない」となっている。また、同じく『落語辞典 増補』では、帰宅後に再び家から清吉が出て行ったあとの話があり、まさは清吉が盗賊の頭となったことで病に倒れて死亡、3年後に橋から身投げをしようとした安兵衛を引き留める男がいて、それが清吉だったという内容である。このあと演者は義賊となった清吉が32歳で刑死したこと、その辞世の句が「武蔵野にはびこるほどの鬼薊 きょうの寒さにしもと枯れ行く」だったことを紹介して幕となる。

## 関連する演目
本演目では触れられない、奉公中の清吉を題材とした『鬼薊花活け』（おにあざみはないけ）という演目があり、2代目桂三木助の得意ネタだった。